# Jürgen Rohwer

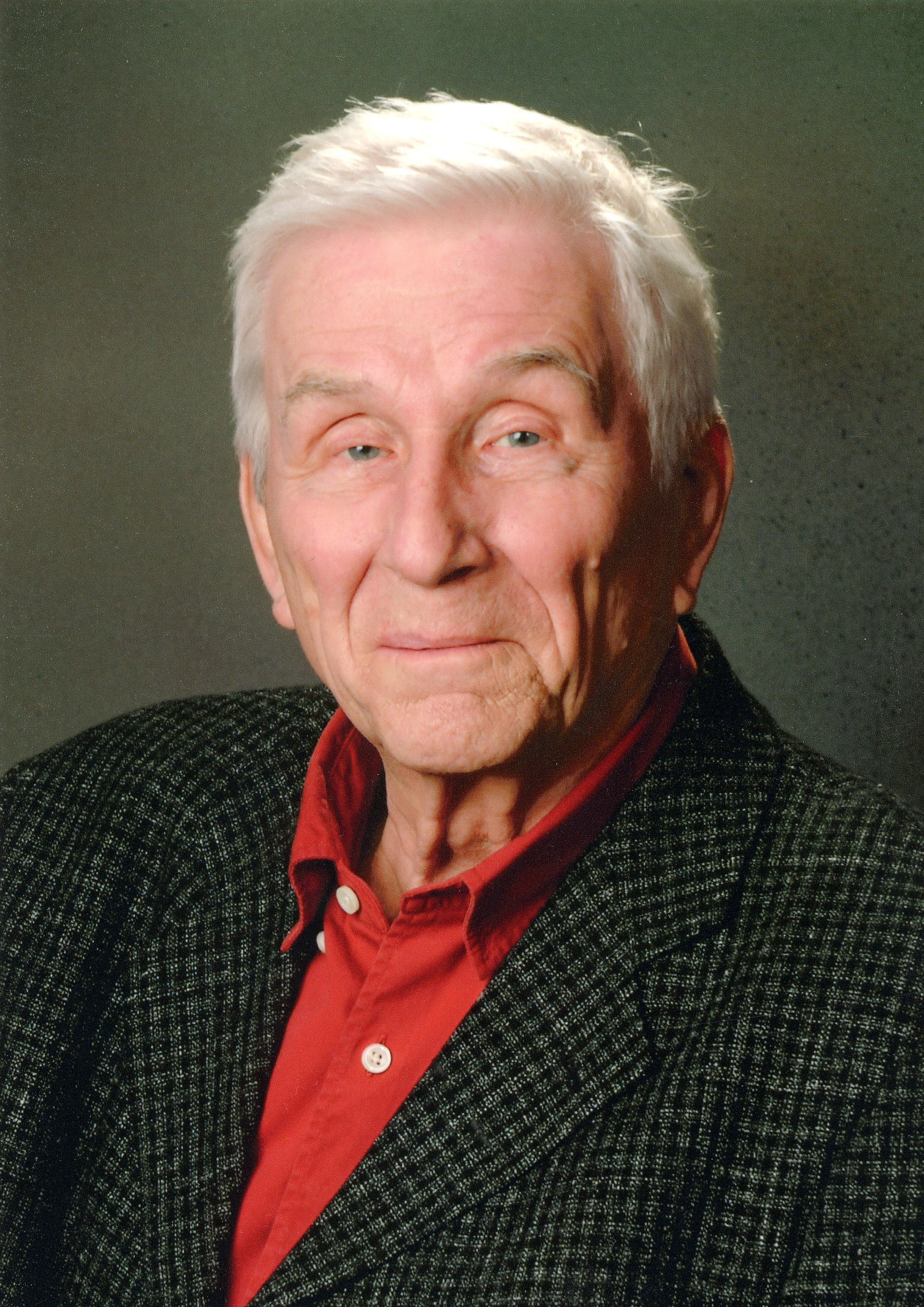
Jürgen Rohwer, Militärhistoriker und ehemaliger Direktor der Bibliothek für Zeitgeschichte (Foto von 2004)

Jürgen Rohwer (* 24. Mai 1924 in Friedrichroda; † 24. Juli 2015 in Weinstadt) war ein deutscher Bibliothekar und Militärhistoriker.
Rohwer beschäftigte sich insbesondere mit dem Seekrieg im Zweiten Weltkrieg und danach. Er war dreißig Jahre lang Direktor der Bibliothek für Zeitgeschichte in Stuttgart, ab den 1970er Jahren war er zudem Honorarprofessor an der Universität Stuttgart.

## Leben und Wirken
Rohwer wurde 1924 im Land Thüringen als Sohn eines praktizierenden Arztes und dessen Frau geboren. Er besuchte von 1934 bis 1942 die Gelehrtenschule des Johanneums in Hamburg und trat nach dem Abitur 1942 als Offizieranwärter (Crew VI/42) in die Kriegsmarine ein. Er diente auf dem Zerstörer Z 24, dem Sperrbrecher 104 und dem Minensuchboot M 502. Mit Ende des Zweiten Weltkrieges wurde er im Internierungsraum Dithmarschen als Leutnant zur See entlassen.
Obwohl zunächst an der Universität Hamburg eingeschrieben, verdiente er sich von 1945 bis 1947 seinen Lebensunterhalt als Bauarbeiter. 1948 setzte er die Studien in Geschichte, Geographie und Staatsrecht fort. Er lebte in dieser Zeit bei den Eltern von Peter Tamm, mit dem er in der Folge eine enge Freundschaft pflegen sollte. Unter der Federführung des Fregattenkapitäns a. D. Günter Hessler wirkte Rohwer im Auftrag der britischen Admiralität und des US-Navy Department (Marineministerium) an der Ausarbeitung Der U-Boot-Krieg im Atlantik 1939–1945 mit. Das Werk wurde 1949 abgeschlossen. Rohwer wurde 1954 bei Egmont Zechlin an der Philosophischen Fakultät mit der Dissertation Das deutsch-amerikanische Verhältnis 1937 bis 1941 zum Doktor der Philosophie promoviert.
Er war von 1954 bis 1959 Geschäftsführer beim Arbeitskreis für Wehrforschung, dem er bis 1991 als Präses angehörte. Ab 1958 war er Hauptschriftleiter der Marine-Rundschau, was er bis 1986 blieb. Ab 1959 war er Direktor der Bibliothek für Zeitgeschichte in Stuttgart, die sich unter seiner Leitung zu einer bedeutenden Einrichtung mit internationaler Anerkennung entwickelte. Auf Initiative und mit finanzieller Unterstützung der Deutschen Forschungsgemeinschaft (DFG) wurde ab 1972 eine große Sammlung mit Materialien aus den Neuen Sozialen Bewegungen aufgebaut. 1989 wurde er pensioniert, danach war er Kuratoriumsvorsitzender. Seit 1971 war Rohwer Honorarprofessor für Geschichte an der Universität Stuttgart.
Rohwer knüpfte bereits nach dem Krieg über die Ubootkameradschaft Kiel und über die Marinemesse Hamburg Kontakte mit dem Naval Historical Team (NHT) in Bremerhaven, später auch zum Äquivalent in Brunsbüttel. Rohwer beteiligte sich an der Erforschung der Rolle der Enigma im Zweiten Weltkrieg, insbesondere im U-Boot-Krieg. Im Zusammenhang mit dem im Mai 1984 von der Universität Stuttgart und der Bibliothek für Zeitgeschichte veranstalteten Kongress „Der Mord an den europäischen Juden“ gab er auch mit Eberhard Jäckel den Sammelband Der Mord an den Juden im Zweiten Weltkrieg. Entschlußbildung und Verwirklichung heraus, der die wichtigsten Diskussionsbeiträge und Vorträge enthält. Er gab ferner die Memoiren von Karl Dönitz, Zehn Jahre und zwanzig Tage heraus, die er gemeinsam mit Hans Meckel, dem ehemaligen Kommandanten von U 19 und Assistenten von Otto Kranzbühler im Nürnberger Prozess, kommentierte und erläuterte. 1966 veröffentlichte Rohwer die Monographie über die Sowjetflotte im Zweiten Weltkrieg von Nikolai Alexejewitsch Piterskij.
Im Rahmen der Forschung über Schiffsverluste im Schwarzen Meer während des Zweiten Weltkrieges entstanden Beiträge über die Versenkung der jüdischen Flüchtlingstransporter Struma und Mefkure, die im wissenschaftlichen Austausch mit dem bulgarischen Militärhistoriker Assen Koschucharow von der Marineakademie Warna zur Entstehung von weitergehenden Monographien und Zeitschriftenbeiträgen führte.
Von 1985 bis 1991 war er Vorsitzender des Komitees der Bundesrepublik Deutschland für die Geschichte des Zweiten Weltkrieges und von 1985 bis 1991 Vizepräsident der Internationalen Kommission für Militärgeschichte. 1993 war er Gründungsmitglied und bis 1999 Vorsitzender des Arbeitskreises Geschichte der Nachrichtendienste bzw. der International Intelligence History Association (IIHA). Danach wurde er Ehrenpräsident. Ab 1975 war er überdies Mitglied des US Naval Institute (USNI) in Annapolis, Maryland und ab 1977 des International Institute for Strategic Studies (IISS) in London.
2004 wurde anlässlich seines 80. Geburtstages durch die Deutsche Gesellschaft für Schiffahrts- und Marinegeschichte (DGSM) in den Räumen der Württembergischen Landesbibliothek in Stuttgart ein Festkolloquium ausgerichtet, und zeitgleich eine Festschrift veröffentlicht.
Rohwer war verheiratet und Vater von zwei Söhnen.

## Auszeichnungen
- 1984: Bundesverdienstkreuz[1] am Bande
- 2004: Ehrenkreuz der Bundeswehr in Gold (durch den Inspekteur der Marine, Vizeadmiral Lutz Feldt)[1]

## Schriften (Auswahl)
- Herausgeber: Seemacht heute. Beiträge führender amerikanischer und deutscher Fachleute. Mit einem Geleitwort von General Heusinger. Oldenburg, Stalling, 1957
- mit Hans-Adolf Jacobsen (Hrsg., im Auftrag des Arbeitskreises für Wehrforschung): Entscheidungsschlachten des Zweiten Weltkrieges, Verlag für Wehrwesen Bernard & Graefe, Frankfurt am Main 1960 (englische Ausgabe Putnam 1965, mit Vorwort von Cyril Falls).
- Herausgeber: U-Boote. Eine Chronik in Bildern. Stalling, Oldenburg 1962.
- Die Bibliothek für Zeitgeschichte und ihre Aufgaben in der historischen Forschung. In: Ewald Lissberger (Hrsg.): In libro humanitas. Festschrift für Wilhelm Hoffmann zum 60. Geburtstag, 21. April 1961, Klett, Stuttgart 1962, S. 112–138.
- Versenkung der jüdischen Flüchtlingstransporter Struma und Mefkure im Schwarzen Meer (Februar 1942, August 1944) – historische Untersuchung, Bernard & Graefe Verlag für Wehrwesen, Frankfurt am Main 1965.
- 66 Tage unter Wasser. Atom-U-Schiffe und Raketen. Stalling, Oldenburg 1964.
- mit Gerhard Hümmelchen: Chronik des Seekrieges 1939–1945. Hrsg. vom Arbeitskreis für Wehrforschung und der Bibliothek für Zeitgeschichte. Stalling, Oldenburg 1968; englische Ausgaben: London 1972/74, 1992, 2005.
- U-Boot-Erfolge der Achsenmächte 1939–1945. Hrsg. von der Bibliothek für Zeitgeschichte. J. F. Lehmann, München 1968 (engl. Ausgaben 1983 & 1999, russ. Ausgabe 2004).
- Herausgeber der vollständig überarbeiteten und erweiterten deutschen Fassung von Elmer B. Potter, Chester W. Nimitz: Seemacht. Eine Seekriegsgeschichte von der Antike bis zur Gegenwart, Bernard & Graefe, München 1974, überarbeitete Auflage 1986, ISBN 3-88199-082-8 (englisches Original: Sea Power. A Naval History, 1960).
- Superpower Confrontation on the Seas. Naval Strategy since 1945, Sage Publications, Beverly Hills 1975.
- Geleitzugschlachten im März 1943, Motorbuch-Verlag, Stuttgart 1975 (englische Ausgabe: The critical convoy battles of March 1943. The battle for HX.229/SC122, Naval Institute Press, Annapolis 1977, Allan, London 1977).
- mit Claude Huan: La marine sovietique, Documentation française, Paris 1978.
- mit Eberhard Jäckel (Hrsg.): Funkaufklärung und ihre Rolle im 2. Weltkrieg. Motorbuch-Verlag, Stuttgart 1979 (Internationale Tagung in Bonn-Bad Godesberg und Stuttgart 15.–18. November 1978); Vortrag dazu als PDF; 7,4 MB, abgerufen am 14. September 2017.
- ULTRA and the Battle of the Atlantic. The German View. In: Robert W. Love (Hrsg.): Changing Interpretations and New Sources in Naval History. Papers from the Third United States Naval Academy History Symposium, Jr. Garland, New York 1980.
- mit Eberhard Jäckel (Hrsg.): Kriegswende Dezember 1941, Bernard & Graefe, Frankfurt am Main 1984.
- mit Eberhard Jäckel (Hrsg.): Der Mord an den Juden im 2. Weltkrieg – Entschlussbildung und Verwirklichung, DVA, Stuttgart 1985, Fischer TB, Frankfurt a. M. 1987.
- Unruhige Welt. Konflikt- und Kriegsursachen seit 1945, Bernard & Graefe, Koblenz 1989, ISBN 3-7637-5869-0.
- Herausgeber: Rüstungswettlauf zur See 1930–1941 (im Auftrag der Internationalen Kommission für Militärgeschichte und der Bibliothek für Zeitgeschichte), Bernard und Graefe, München 1991.
- mit Marlene Hiller, Eberhard Jäckel (Hrsg.): Städte im 2. Weltkrieg – ein internationaler Vergleich, Klartext, Essen 1991.
- Herausgeber: Feindbilder und Militärstrategien seit 1945 (Tagung des Arbeitskreises für Wehrforschung, Bonn/Bad Godesberg 1990), Edition Temmen, Bremen 1992.
- Der Krieg zur See 1939–1945, Urbes: Gräfelfing vor München, 1992 (englische Ausgabe: War at Sea, Naval Institute, Annapolis 1996).
- Allied Submarine Attacks of World War II, Greenhill: London 1997 (Lizenzausgabe bei Bernard & Graefe, München 1997).
- mit Mikhail S. Monakov: Stalin’s Ocean-Going Fleet: Soviet naval strategy and ship building programs 1935–1953, Cass, London 2001.
- Vor 53 Jahren. Die erste HiTaTa. Motive, Hintergründe und Erlebnisse. In: Jens Graul, Dieter Hartwig (Hrsg.): Von den Historikern für die Flotte. Die 50. Historisch-Taktische Tagung der Flotte (= Kleine Schriftenreihe zur Militär- und Marinegeschichte. Bd. 21). Winkler, Bochum 2010, ISBN 978-3-89911-151-4.